# Cyclolabus pactor
Cyclolabus pactor är en stekelart som först beskrevs av Wesmael 1845.  Cyclolabus pactor ingår i släktet Cyclolabus och familjen brokparasitsteklar. Arten är reproducerande i Sverige. Inga underarter finns listade i Catalogue of Life.